# Carl Wahle

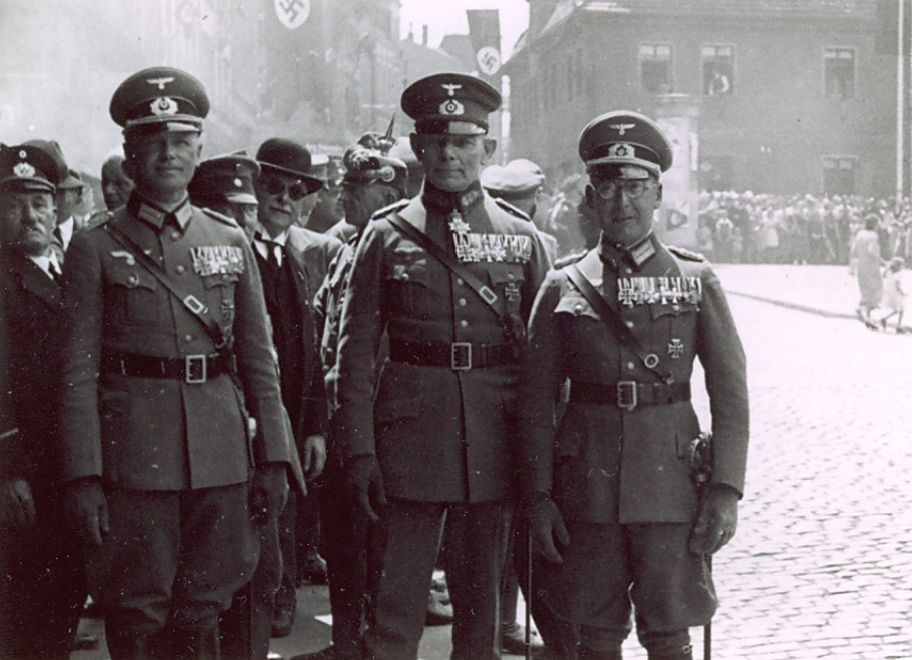
Carl Wahle (links) bei einem Straßenaufmarsch, Mitte der 1930er Jahre

Carl Richard Heinrich Wahle (* 7. Februar 1892 in Dresden; † 23. Februar 1975 in Prien) war ein sächsischer Offizier und späterer Generalmajor der Wehrmacht.

## Leben
Carl Wahle trat am 25. März 1912 als Fahnenjunker in die Armee ein und besuchte die Kriegsschule Glogau. Am 14. August 1913 (Patent zum 19. August 1911) wurde er im Schützen-(Füsilier-)Regiment „Prinz Georg“ (Königlich Sächsisches) Nr. 108 zum Leutnant befördert. In der Folge war er während des Ersten Weltkriegs im Regiment 108 in verschiedenen Stabs- und Truppenverwendungen an der Westfront eingesetzt und wurde noch Oberleutnant.
Nach dem Krieg wurde er in die Reichswehr übernommen und war u. a. in Truppenverwendung beim 10. Infanterie-Regiment.
Vom 13. Juni 1937 bis 14. Juni 1937 war er als Oberstleutnant (Beförderung am 1. April 1936) Militärattaché in Prag und wurde am 1. August 1938 Militärattaché in Bukarest und blieb dies, ab 1. Oktober 1938 Oberst, über den Beginn des Zweiten Weltkriegs hinaus. In dieser Funktion war er bis Dezember 1939 zugleich Chef der rumänischen Organisationen der Abwehr, der Kriegsorganisation Rumänien. Am 15. Oktober 1940 wurde er bei der 94. Infanterie-Division Kommandeur des Infanterie-Regiments 267 ernannt und blieb dies bis 1. Januar 1942. Anfangs war das Infanterie-Regiment nah der erfolgreichen Besetzung Frankreichs bis Anfang 1941 beurlaubt, wurde dann wieder aktiviert und blieb als Besatzungstruppe in Frankreich. Unter Beförderung zum Generalmajor wurde er am 1. Juli 1942 zum Stadtkommandanten von Hamburg ernannt und erlebte in dieser Eigenschaft die Operation Gomorrha, eine Serie von Luftangriffen auf Hamburg von Ende Juli bis Anfang August desselben Jahres. In dieser Position wurde er am 4. August 1943 mit dem Ritterkreuz des Kriegsverdienstkreuzes mit Schwertern ausgezeichnet.
Im November 1943 kam er zu einem Divisionsführerlehrgang  und übernahm Ende des Jahres sein erstes Divisionskommando. Vom 31. Dezember 1943 bis 14. Februar 1944 war er Kommandeur der 214. Infanterie-Division. Die 214. Infanterie-Division war bis Anfang 1944 als Besatzungstruppe in Norwegen gewesen, kam erst an die Ostfront im Bereitstellungsraum Ostpreußen und später zur Heeresgruppe Nordukraine. Hier geriet sie in Bedrängnis und zog sich daraufhin aus der Ukraine zurück. Ab dem 15. Februar 1944 war er Kommandeur der als Besatzungstruppe in den Niederlanden eingesetzte 719. Infanterie-Division. Ab dem 30. Juli 1944 war er Kommandeur der 47. Infanterie-Division, welche in Frankreich anfangs zum Küstenschutz eingesetzt wurde und später zur 5. Panzerarmee kam. Im Zuge der Operation Overlord geriet die 47. Infanterie-Division in Bedrängnis durch alliierte Truppen und musste bis Mons (Belgien) zurückweichen. Es folgte eine Einkesselung (Kessel von Mons) und Vernichtung der 47. Infanterie-Division. Wahle geriet dabei am 4. September 1944 nahe Mons in amerikanische Kriegsgefangenschaft.
Vom 12. September 1944 bis 9. August 1945 war er in Trent Park untergebracht und wurde dort, wie auch die anderen deutschen Kriegsgefangenen, abgehört. Zum 30. September 1947 wurde er entlassen.
Nach dem Krieg wohnte er in Endorf bei Rosenheim.
Aus den Abhörprotokollen ergibt sich die Angabe, dass Wahle 1940 die Tochter von Hermann Hanatschek heiratete, welche er in Bukarest kennengelernt hatte. Ebenso wird Wahle eine überraschend vernünftige Haltung gegen das Nazi-Regime zugesprochen, aber auch auf eine gewisse Loyalität hingewiesen, die mit seiner Angst um Repressalien für seine Familie begründet wurde. Es wird auch festgestellt, dass, ungewöhnlich für einen General, dieser eine gewisse Dummheit repräsentierte. Dies wurde als Schauspiel identifiziert.